# Wolf Lepenies
Wolf Lepenies (* 11. Januar 1941 in Deuthen bei Allenstein, Ostpreußen, heute Olsztyn-Dajtki, Polen) ist ein deutscher Soziologe, Wissenschaftspolitiker und wissenschaftlicher Schriftsteller sowie emeritierter Professor an der Freien Universität Berlin.

## Leben
Lepenies wuchs nach dem Krieg in Koblenz auf und besuchte dort das Eichendorff-Gymnasium. Er studierte an der Westfälischen Wilhelms-Universität in Münster Soziologie und Philosophie. Dort war er von 1965 bis 1966 Redakteur der Studentenzeitung Semesterspiegel. 1967 wurde er in Münster bei Dieter Claessens mit der Arbeit Melancholie und Gesellschaft zum Doktor der Philosophie promoviert. Im Jahr 1970 habilitierte er sich an der Freien Universität Berlin und 1971 wurde er dort Professor für Allgemeine Soziologie. Auslandsaufenthalte führten ihn nach Paris an das Maison des Sciences de l’Homme und an das Institute for Advanced Study in Princeton (New Jersey).
Im Jahr 1984 wurde Lepenies an das Wissenschaftskolleg zu Berlin berufen und zum ordentlichen Professor für Soziologie an der Freien Universität Berlin ernannt. Forschungsaufenthalte führten ihn des Öfteren wieder an das Institute for Advanced Study nach Princeton zurück. 1986 wurde er als Nachfolger von Peter Wapnewski Rektor des Wissenschaftskollegs Berlin. 2001 folgte ihm Dieter Grimm in diesem Amt nach. 2006 wurde Wolf Lepenies als Professor emeritiert.
Im Jahr 1991 gehörte Lepenies zu den Gründern des Collegium Budapest in Ungarn, des ersten Institute for Advanced Study in Mittel- und Osteuropa. Im Jahre 1988 erhielt er den Bayerischen Literaturpreis (Karl-Vossler-Preis) für wissenschaftliche Darstellungen von literarischem Rang. Er ist seit 1994 Mitglied des PEN-Zentrums Deutschland. Von 2004 bis 2016 gehörte er dem Aufsichtsrat der Axel Springer AG an.
Wolf Lepenies ist Vorsitzender des Wissenschaftlichen Beirats der Fritz Thyssen Stiftung Köln, Mitglied der Berlin-Brandenburgischen Akademie der Wissenschaften, der American Academy of Arts and Sciences, der Académie Universelle des Cultures (Paris), der Deutschen Akademie für Sprache und Dichtung, der Academia Europaea (London), des Aspen Institute (Berlin), der Deutschen Nationalstiftung, der Königlich Schwedischen Akademie der Wissenschaften und der Königlich Schwedischen Gelehrsamkeits-, Geschichts- und Antiquitätenakademie (beide Stockholm). Seit 2004 ist er Mitglied der Leopoldina.

## Auszeichnungen und Ehrungen
- 1984: Alexander-von-Humboldt-Preis für seine Verdienste um die deutsch-französische wissenschaftliche Zusammenarbeit
- 1986: Kulturpreis der Stadt Koblenz[3]
- 1988: Karl-Vossler-Preis
- 1998: Leibniz-Ring-Hannover
- 1999: Joseph-Breitbach-Preis der Mainzer Akademie der Wissenschaften für sein Lebenswerk
- 2000: Theodor-Heuss-Preis, gemeinsam mit Andrei Pleșu für ihr europa- und demokratiepolitisches Engagement
- 2003: Leibniz-Medaille der Berlin-Brandenburgischen Akademie der Wissenschaften[4]
- 2003: Prix Chartier, Literaturpreis, für "Sainte-Beuve au seuil de la modernité"
- 2004: Offizier der französischen Ehrenlegion
- 2006: Friedenspreis des Deutschen Buchhandels (Laudator: Andrei Pleșu)[5]
- 2007: Staatspreis des Landes Nordrhein-Westfalen[6]
- 2010: Schader-Preis[7]
- 2015: Adam-Mickiewicz-Preis des Komitees für deutsch-französisch-polnische Zusammenarbeit (Weimarer Dreieck)[8]
- 2016:  Kythera-Preis

Ferner erhielt er folgende Auszeichnungen:
- Ehrendoktorwürde der Pariser Sorbonne
- Offizierskreuz des Verdienstordens der Republik Ungarn
- Kommandeur des schwedischen Nordstern-Ordens.

## Schriften (Auswahl)

### Monographien
- Melancholie und Gesellschaft. Suhrkamp, Frankfurt am Main 1969. DNB 457412070 (Zugleich Dissertation an der Universität Münster 1967 unter dem Titel: Melancholie, Langeweile und Reflexion. DNB 482289082).
- mit Hans Henning Ritter: Orte des wilden Denkens. Zur Anthropologie von Claude Levi-Strauss. 1970.
- Soziologische Anthropologie. Materialien. 1971.
- Das Ende der Naturgeschichte. Wandel kultureller Selbstverständlichkeiten. 1976.
- Geschichte der Soziologie. 4 Bände. 1981.
- als Hrsg. mit Lars Gustafsson: Carl von Linné: Nemesis Divina. Carl Hanser, München/Wien 1981; weitere Auflage: Ullstein, Frankfurt am Main u. a. 1983.
- Die drei Kulturen. Soziologie zwischen Literatur und Wissenschaft. 1985.
- Autoren und Wissenschaftler im 18. Jahrhundert. Linné – Buffon – Winckelmann – Georg Forster – Erasmus Darwin. 1988.
- Gefährliche Wahlverwandtschaften. Essays zur Wissenschaftsgeschichte. 1989.
- Folgen einer unerhörten Begebenheit. Die Deutschen nach der Vereinigung. 1992.
- Aufstieg und Fall der Intellektuellen in Europa. 1992.
- Sainte-Beuve. Auf der Schwelle zur Moderne. 1997.
- Benimm und Erkenntnis. 1997.
- Sozialwissenschaft und sozialer Wandel. Ein Erfahrungsbericht. 1999.
- Kultur und Politik. Deutsche Geschichten. 2006.
- The Seduction of Culture in German History. 2006.
- Auguste Comte: die Macht der Zeichen (= Edition Akzente. Band 505). Hanser, München 2010, ISBN 978-3-446-23572-4.
- Die Macht am Mittelmeer: französische Träume von einem anderen Europa. Hanser, München 2016.[9][10]

### Aufsätze und Artikel
- Sozialwissenschaften und sozialer Wandel : ein Erfahrungsbericht, (Oldenburger Universitätsreden 1999; 105)
- Reizend zum Widerspruch. Vor einhundert Jahren wurde Talcott Parsons geboren, der sich in Harvard einigelte und die Soziologie in Amerika heimisch machte. In: SZ, 13. Dezember 2002.
- Im Banne der Bibel. Von der Entsäkularisierung der amerikanischen Politik. In: SZ, 3. Januar 2003.
- Wir sind alle Europäer. Drei Reden vom Osten, der Neuen Welt und dem Alten Kontinent. In: SZ, 30. Januar 2003.
- An den Grenzen der Macht. Im Irak scheitert die Strategie der "erzwungenen Demokratie". In: SZ, 12. November 2003.
- Warum es in Krisenzeiten lohnt, Balzac zu lesen. In: Die Welt, 13. Dezember 2009.
- So ein richtiger Soziologe bin ja nicht … Wolf Lepenies im Gespräch mit Sina Farzin, in: Soziologie, Jg. 46., Heft 4 2017, S. 377–388.